# 合江门街道
北城街道，是中华人民共和国四川省宜宾市翠屏区下辖的一个乡镇级行政单位。合江门街道办事处驻东街17号。
2019年8月23日，宜宾市人民政府批复同意撤销东城街道和北城街道，设立合江门街道。

## 行政区划
北城街道下辖以下地区：
鲁家园社区、洞子口社区、长春社区、北庆社区和真武社区。